# Vasodilatation

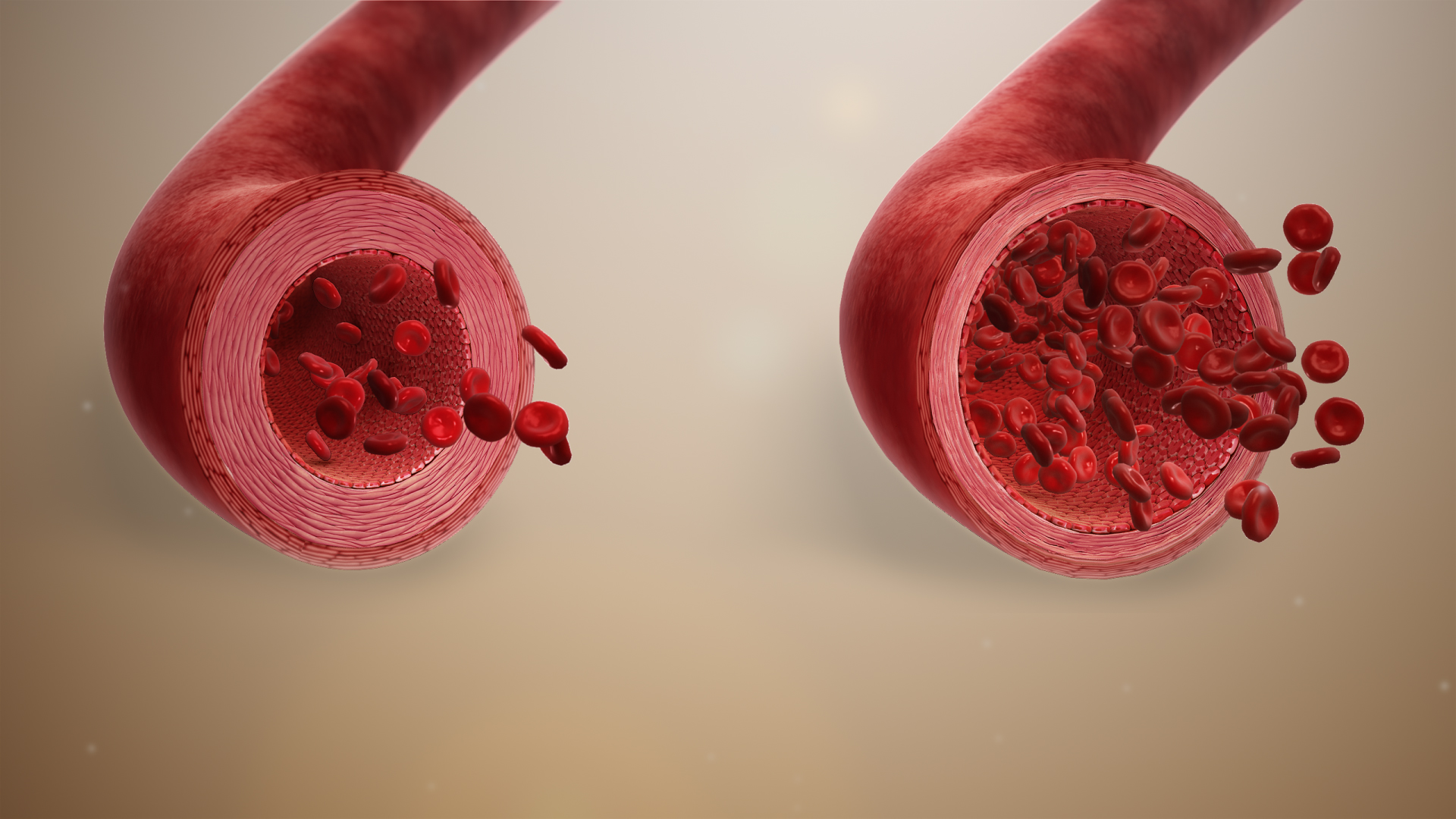
Normales Gefäß (links) und Vasodilatation (rechts)

Vasodilatation (von lateinisch vas ‚Gefäß‘ und dilatatio ‚Erweiterung‘, dilatare ‚breiter machen‘) bezeichnet die Erweiterung der Blutgefäße. Das Gegenteil von Vasodilatation ist die Vasokonstriktion.

## Ursachen
Vasodilatationen können sowohl aktiv herbeigeführt werden, zum Beispiel bei Erschlaffung der Gefäßmuskulatur, als auch passiv, zum Beispiel durch erhöhtes Blutvolumen. Das Zusammenspiel von Nerven und Muskeln bei der aktiven Vasodilatation und bei der Vasokonstriktion wird als Vasomotorik bezeichnet. Bei Störungen des um 1911 von Richard Cassirer herausgestellten Systems von Vasodilation und Vasokonstriktion spricht man von vasomotorischen Krankheitsbildern.
Vasodilatationen erfolgen hauptsächlich als Antwort auf Änderungen in der Stickstoffmonoxid-Konzentration. Die Ausschüttung von Histamin, zum Beispiel im Rahmen einer allergischen Reaktion, erweitert die peripheren Blutgefäße, erkennbar an einer Rötung der Haut.
Die meisten Entspannungsverfahren (zum Beispiel autogenes Training) versuchen eine Vasodilatation aktiv hervorzurufen. Diese ist hauptsächlich verantwortlich für den Entspannungseffekt.

## Folgen
Vasodilatationen, aber auch Vasokonstriktionen zerebraler Gefäße gelten als Hauptursachen des Migränekopfschmerzes. Die Vasodilatation zählt zu den Mechanismen, die bei einem anaphylaktischen Schock zusammenwirken.
Vasodilatationen fördern die Angiogenese.

## Vasodilatantien
Als Vasodilatans (Plural: Vasodilatantia, Vasodilatantien oder Vasodilatanzien) bezeichnet man in der Pharmakologie jedes gefäßerweiternde Medikament zur Behandlung funktioneller und organischer Krankheiten. Die Weiterstellung erfolgt peripher (direkt) oder zentral (indirekt). Man unterscheidet die überwiegend venös wirksamen von den überwiegend arteriell wirksamen Dilatatoren. Die meisten Gefäßerweiterer haben jedoch gleichzeitig sowohl eine venöse als auch eine arterielle Vasoaktivität, verkleinern also Vorlast und Nachlast. Sie senken den peripheren Widerstand durch eine Erschlaffung der glatten Gefäßmuskulatur.
Das Herzzeitvolumen ist der Quotient aus Blutdruck und peripherem Widerstand. Weil dieser periphere Widerstand im Nenner steht, vergrößern Vasodilatantien das Herzzeitvolumen, verbessern also die Ventrikelfunktion und damit die Herzinsuffizienz. Nur wenn eine gleichzeitig erfolgende Blutdrucksenkung überkompensatorisch stärker ausfällt als die beabsichtigte Widerstandssenkung, verringert sich auch das Herzzeitvolumen. So werden zum Beispiel ACE-Hemmer zur Kardioprotektion eingesetzt. Man spricht hier von der entlastenden Therapie mit Vasodilatanzien. Sogar bei der Aortenklappeninsuffizienz können Vasodilatantien verordnet werden.
Durch eine therapeutische Vasodilatation kann eine stärkere Durchblutung von schlecht perfundierten Regionen erreicht werden. Eine Verbesserung der Hautperfusion kann zum Beispiel bei der peripheren arteriellen Verschlusskrankheit hilfreich sein. In arteriosklerotischen Adern ist die Wirkung jedoch nur gering. Ihre therapeutische Wirkung bei Hirndurchblutungsstörungen (als Nootropikum eingesetzt) ist umstritten. Nitrate bewirken eine Vasodilatation der Blutadern und der Schlagadern in der Peripherie; als Nebenwirkung kommt es oft zum Nitratkopfschmerz.
Als unerwünschte Nebenwirkungen der Vasodilatantien werden allgemein Angina Pectoris, Kopfschmerzen, Blutdruckabfall, Tachykardien sowie Flüssigkeitsretentionen angegeben. Relative Kontraindikationen sind zum Beispiel Herzklappenstenosen und hypertrophe Kardiomyopathien.